# Europski stršljen
Europski stršljen (lat. Vespa crabro) jedna su od 148 vrsta stršljenova. Raširen je uglavnom po sjevernoj polutki, po Europi (uključujući Rusiju do zapadnog Sibira), Sjevernoj Americi i dijelovima Azije. 
Europski stršljen je crno-žute boje. Naraste porosječno od 16 do 25 mm, dok matica doseže i do 35 mm. Ima snažne čeljusti kojima lovi ose i pčele, ali nije mesojed već kao i druge ose plijen donosi ličinkama. Odrasla jedinka hrani se slatkim biljnim sokovima.
To su socijalni kukci koji svoje stršljenjake rade u rupama šupljeg drveća ali i ljudskim građevinama, na primjer pod strehom, krovovima i slično. U proljeće matica koja je prezimila u skloništu gradi novo gnijezdo i nikada e ne useljava u staro.
Otrov stršljena slabiji je od otrova ose, ali mu je ubod zbog većeg žalca mnogo bolniji.

## Podvrste
1. Vespa crabro altaica Perkins, 1910
2. Vespa crabro birulai Bequard, 1931
3. Vespa crabro caspica Perkins, 1910
4. Vespa crabro crabroniformis Smith, 1852
5. Vespa crabro gribodoi Bequard, 1931
6. Vespa crabro meridionalis Bir., 1924
7. Vespa crabro oberthuri Buysson, 1902

## Vanjske poveznice
|  | Zajednički poslužitelj ima još gradiva o temi Vespa crabro |
|  | Wikivrste imaju podatke o taksonu Vespa crabro             |